# Vengsøy
Vengsøy est une localité du comté de Troms, en Norvège.

## Géographie
Administrativement, Vengsøy fait partie de la kommune de Tromsø.